# Jumper (videogioco)
Jumper è un videogioco indie ideato, sviluppato e pubblicato da Matt Makes Games, compagnia creata dal giovane Matt Thorson nel 2004. Ha raggiunto il successo grazie all'inserimento di Ogmo (protagonista del gioco) come personaggio giocabile in Super Meat Boy e i numerosi seguiti quali Jumper Two, Jumper Three e Jumper: Redux. Quest'ultimo è una versione rimasterizzata del gioco originale, che presenta nuovi nemici, livelli e la possibilità di giocare online in multiplayer. È noto anche per la difficoltà dei suoi livelli e per essere stato creato con il programma Game Maker.

## Trama
Nel lontano 1888, degli scienziati, nel tentativo di creare un soldato robotico molto potente, danno vita al piccolo Ogmo, un esperimento fallito a causa della sua interruzione durante la prima guerra mondiale. Nel 2004, Ogmo quindi cerca di fuggire dal laboratorio, ora abbandonato, nel quale per tutto l'esperimento è stato rinchiuso.